# Aurelia Cotta

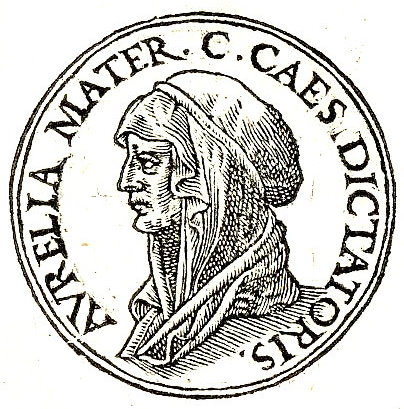
Bild på Aurelia Cotta från Promptuarii Iconum Insigniorum (1553).

Aurelia Cotta, född 120 f.Kr. död 54 f.Kr., var mor till Roms blivande diktator, Julius Caesar. Hon var gift med Gaius Julius Caesar.
Aurelia Cotta var dotter till Rutilia och Lucius Aurelius Cotta. Familjen Aurelii Cottae var en framstående familj under romerska republiken. Hennes far var konsul 119 f.Kr. och hennes farfar var konsul 144 f.Kr. Aurelias mor Rutilia var medlem av familjen Rutilius, också den framstående under tiden. Hon avled samma år som Caesars dotter Julia.
Aurelia Cotta fick under sitt äktenskap med Gaius Julius Caesar totalt tre barn:
- Julia Caesaris den äldre
- Julia Caesaris den yngre (101–51 f.Kr.)
- Gaius Julius Caesar (100–44 f.Kr.)

Aurelia Cotta beskrivs som intelligent och vacker, strikt och respektabel och respekterad och beundrad i Rom för sitt vackra utseende och för sitt förnuft. När Caesar var omkring 18 år, beordrades han av Roms dåvarande diktator Sulla att skilja sig. Då han vägrade, hamnade han i livsfara. Aurelia Cotta ingick tillsammans med sin bror Gaius Cotta i den delegation som framgångsrikt vädjade för Caesars liv.
En krater på Venus är uppkallad efter henne.